# مات هيندريكس
مات هيندريكس (بالإنجليزية: Matt Hendricks)‏ هو لاعب هوكي الجليد أمريكي، ولد في 17 يونيو 1981 في بلايني في الولايات المتحدة.

## وصلات خارجية
- مات هيندريكس على موقع دوري الهوكي الوطني (الإنجليزية)
- مات هيندريكس على موقع EliteProspects.com (الإنجليزية)
- مات هيندريكس على موقع Eurohockey.com (الإنجليزية)
- مات هيندريكس على موقع HockeyDB.com (الإنجليزية)
- مات هيندريكس على موقع Hockey-Reference.com (الإنجليزية)